# Ashley Collier
Ashley Collier (ur. 4 lutego 1992) – amerykańska lekkoatletka specjalizująca się w biegach sprinterskich.
W 2010 zdobyła złoto mistrzostw świata juniorów w sztafecie 4 × 100 metrów.
Medalistka mistrzostw NCAA.

## Osiągnięcia
| Rok  | Impreza                     | Miejsce | Konkurencja             | Lokata     | Wynik |
| ---- | --------------------------- | ------- | ----------------------- | ---------- | ----- |
| 2010 | Mistrzostwa świata juniorów | Moncton | sztafeta 4 × 100 metrów | 1. miejsce | 43,44 |

## Rekordy życiowe
- Bieg na 60 metrów (hala) – 7,24 (2012)
- Bieg na 100 metrów – 11,01 (2012)
- Bieg na 200 metrów – 22,89 (2012)
- Bieg na 200 metrów (hala) – 23,14 (2013)